# Cant del Barça
Cant del Barça (pronúncia catalã: /ˈkan dəl ˈβaɾsə/; "Canto do Barça") é o hino oficial do Futbol Club Barcelona. Ele foi lançado em 1974 para comemorar o 75º aniversário do clube. A letra foi escrita por Jaume Picas e Josep Maria Espinàs e a melodia é de autoria de Manuel Valls.
O hino estreou oficialmente em 27 de novembro de 1974 no Camp Nou antes de um jogo entre o Barcelona e a Alemanha Oriental. Um coro de 3.500 pessoas foi conduzido por Oriol Martorell. Em 28 de novembro de 1998, durante o centenário dos clubes, foi apresentada pelo cantor e compositor catalão Joan Manuel Serrat no final de um festival no Camp Nou. Desde 2008-09 o Cant del Barça é impresso em réplicas de camisas oficiais do Barcelona.

## Letras
| Catalão | Português |
| --- | --- |
| Tot el camp és un clam som la gent blau-grana. Tant se val d’on venim si del sud o del nord ara estem d’acord, estem d’acord una bandera ens agermana. Blau-grana al vent un crit valent tenim un nom el sap tothom: Barça, Barça, Barça! Jugadors Seguidors tots units fem força. Són molts anys plens d’afanys, són molts gols que hem cridat i s’ha demostrat, s’ha demostrat, que mai ningú no ens podrà tòrcer. Blau-grana al vent un crit valent tenim un nom el sap tothom: Barça, Barça, Barça! | Todo o estádio É um clamor Somos a gente azul-grená. Não importa de onde viemos Se do sul ou do norte Agora estamos de acordo, estamos de acordo Uma bandeira nos une a todos irmãos Azul-grená ao vento Um grito valente Temos um nome Que todos conhecem: Barça, Barça, Barça! Jogadores Seguidores Unidos somos todos fortes. Muitos anos cheios de apoio, Nós torcemos muitos gols E nós mostramos, nós mostramos Que ninguém pode nos quebrar Azul-grená ao vento Um grito valente Temos um nome Que todos conhecem: Barça, Barça, Barça! |